# Oändlige, o du vars hand
Oändlige, o du vars hand är en omdiktning av Psaltaren 90, av Johan Olof Wallin. Flera olika melodier har använts.
- Herr, neyg dein Ohren gnädiglich av Burkhard Waldis 1553 (i dur), samma som till nr 321 Hur härlig, Gud, din sol uppgår och 1695:79 O Herre Gudh af Himmelrijk/ Wår tilflyckt ästu ewinnerlig. Denna används i en del koralböcker till 1819 års psalmbok.
- en melodi av svenskt ursprung som även används till nr 300 Hell, konung! Säll och lyckosam.
- Herr Gott in deinem höchten Thron av Burkhard Waldis 1553 (i moll), samma som till nr 27 Gud, jag i stoftet böjer mig och 184 Hjälp mig, min Gud, ack, fräls min själ. Denna används i 1939 års melodipsalmbok.

Psalmen har 5 verser och inleds 1819 med orden:
Oändlige! o du, hvars hand
Från slägt till slägt, från land till land
All verlden hägnad gifver!,
Förrn jorden folk och skördar bar

## Publicerad i
- 1819 års psalmbok som nr 7 under rubriken "Guds väsende och egenskaper".
- 1937 års psalmbok som nr 539 under rubriken "De yttersta tingen".